# Liste von Filmen mit Bezug auf Transgender-Themen
Diese Liste von Filmen mit Bezug auf Transgender-Themen gibt einen Überblick über Produktionen zum Themenkomplex „Transgender“ bzw. „Transgeschlechtlichkeit“ seit Beginn der Filmgeschichte, inklusive Fernsehserien und Serienepisoden. Enthalten sind auch Filme und Dokumentationen über Intergeschlechtlichkeit sowie Filme, in denen transgeschlechtliche Schauspieler und Schauspielerinnen eine Hauptrolle oder tragende Nebenrolle spielen, die keine reinen Transgender-Filme sind (etwa Krimis), aber in bedeutsamen Szenen das Thema „Transgeschlechtlichkeit“ aufgreifen. Nicht enthalten sind Travestie-Komödien.

## Filmliste
- Bedienungshinweis zur Sortierung: 3 × Anklicken einer Spalten-Überschrift zeigt die ursprüngliche Reihenfolge; Klicken mit Umschalttaste ⇧ übernimmt die Sortierung der zuvor angeklickten Spalte.

### 1900 bis 2009
| Jahr | Titel                                                                       | Originaltitel                                               | Typ                      | Regie                                   | Produktionsland                                            | Anmerkung |
| ---- | --------------------------------------------------------------------------- | ----------------------------------------------------------- | ------------------------ | --------------------------------------- | ---------------------------------------------------------- | --- |
| 1913 | Judith von Bethulien                                                        | Judith of Bethulia                                          | Spielfilm                | David W. Griffith                       | USA                                                        | J. Jiquel Lanoe spielt einen homosexuellen Eunuchen. |
| 1914 | A Florida Enchantment                                                       | A Florida Enchantment                                       | Spielfilm                | Sidney Drew                             | USA                                                        | Edith Storey spielt eine Frau, die sich nach dem Genuss einer Substanz in einen Mann verwandelt. |
| 1918 | Ich möchte kein Mann sein                                                   | Ich möchte kein Mann sein                                   | Spielfilm                | Ernst Lubitsch                          | Deutschland                                                | Ossi Oswalda spielt eine Frau, die sich als Mann verkleidet. |
| 1919 | Aus eines Mannes Mädchenjahren                                              | Aus eines Mannes Mädchenjahren                              | Spielfilm                | Paul Legband                            | Deutschland                                                | Erika Glässner spielt ein "Bubmädchen". Verfilmung der 1907 erschienenen Biografie der intergeschlechtlichen Person Karl M. Baer; der Film gilt als verschollen |
| 1927 | Gesetze der Liebe                                                           | Gesetze der Liebe                                           | Dokumentation            | Magnus Hirschfeld, Richard Oswald       | Deutschland, Österreich                                    | Darstellung von Transvestiten und Transsexuellen |
| 1932 | Freaks                                                                      | Freaks                                                      | Spielfilm                | Tod Browning                            | USA                                                        | Josephine Joseph spielt einen Zwitter, halb Mann, halb Frau |
| 1934 | Abenteuer eines jungen Herrn in Polen                                       | Abenteuer eines jungen Herrn in Polen                       | Spielfilm                | Gustav Fröhlich                         | Deutschland                                                | |
| 1944 | La monja alférez                                                            | La monja alférez                                            | Spielfilm                | Emilio Gómez Muriel                     | Mexiko                                                     | Porträt über Catalina de Erauso, die erste überlieferte Geschichte eines Transmanns. |
| 1953 | Glen or Glenda                                                              | Glen or Glenda                                              | Spielfilm                | Ed Wood                                 | USA                                                        | Ed Wood spielt Glen, der eine Frau werden möchte. |
| 1954 | Adam est... Ève                                                             | Adam est... Ève                                             | Spielfilm                | René Gaveau                             | Frankreich                                                 | Schauspielerin Michèle Carvel spielt den Soldaten Charles, der nach einer geschlechtsangleichenden Operation zu Charlotte wird. |
| 1964 | Goodbye Charlie                                                             | Goodbye Charlie                                             | Spielfilm                | Vincente Minnelli                       | USA                                                        | |
| 1967 | Caprice                                                                     | Caprice                                                     | Spielfilm                | Frank Tashlin                           | USA                                                        | |
| 1967 | Queens at Heart                                                             | Queens at Heart                                             | Dokumentation            | nicht genannt                           | USA                                                        | Dokumentation über vier Transfrauen. |
| 1968 | The Queen                                                                   | The Queen                                                   | Dokumentation            | Frank Simon                             | USA                                                        | Darstellung von Drag-Queens |
| 1969 | Pfahl in meinem Fleisch                                                     | Bara no Sōretsu                                             | Spielfilm                | Toshio Matsumoto                        | Japan                                                      | |
| 1970 | Myra Breckinridge – Mann oder Frau?                                         | Myra Breckinridge                                           | Spielfilm                | Michael Sarne                           | USA                                                        | Nach dem Roman von Gore Vidal. Raquel Welch spielt die Trans-Frau Myra Breckinridge |
| 1970 | The Christine Jorgensen Story                                               | The Christine Jorgensen Story                               | Spielfilm                | Irving Rapper                           | USA                                                        | John Hanson spielt die reale Trans-Frau Christine Jorgensen, die als erste Amerikanerin eine geschlechtsangleichende Operation hat durchführen lassen. |
| 1970 | Dinah East                                                                  | Dinah East                                                  | Spielfilm                | Gene Nash                               | USA                                                        | Jeremy Stockwell spielt die titelgebende Transfrau Dinah East |
| 1970 | Blumen ohne Duft                                                            | Beyond the Valley of the Dolls                              | Spielfilm                | Russ Meyer                              | USA                                                        | |
| 1970 | Andy Warhol's Trash                                                         | Trash                                                       | Spielfilm                | Paul Morrissey                          | USA                                                        | Holly Woodlawn spielt den Transvestiten Holly. |
| 1971 | Girl Stroke Boy                                                             | Girl Stroke Boy                                             | Spielfilm                | Bob Kellett                             | USA                                                        | |
| 1971 | Dr. Jekyll und Sister Hyde                                                  | Dr Jekyll & Sister Hyde                                     | Spielfilm                | Roy Ward Baker                          | USA                                                        | |
| 1971 | Is There Sex After Death?                                                   | Is There Sex After Death?                                   | Spielfilm                | Alan Abel                               | USA                                                        | Trans-Schauspielerin Holly Woodlawn spielt sich selbst in einer Mockumentary. |
| 1971 | Some of My Best Friends Are...                                              | Some of My Best Friends Are...                              | Spielfilm                | Mervyn Nelson                           | USA                                                        | Drama über Schwule, Lesben und Transgender in einer Schwulenbar in New York. Mit Candy Darling. |
| 1971 | Andy Warhols Women                                                          | Women in Revolt                                             | Spielfilm                | Paul Morrissey                          | USA                                                        | Holly Woodlawn, Candy Darling und Jackie Curtis spielen Frauen, die ihre eigene Befreiungsbewegung mit dem Namen P.I.G. (Political Involved Girls) gründen. |
| 1972 | I Want What I Want                                                          | I Want What I Want                                          | Spielfilm                | John Dexter                             | Großbritannien                                             | Anne Heywood spielt die Trans-Frau Wendy Ross. |
| 1972 | Mein geliebtes Fräulein                                                     | Mi querida señorita                                         | Spielfilm                | Jaime de Armiñán                        | Spanien                                                    | |
| 1972 | Scarecrow in a Garden of Cucumbers                                          | Scarecrow in a Garden of Cucumbers                          | Spielfilm                | Robert J. Kaplan                        | USA                                                        | Holly Woodlawn spielt die Schauspielerin Eve Harrington, die groß hinauskommen will. |
| 1972 | Spiegelbild der Angst                                                       | A Reflection of Fear                                        | Spielfilm                | William A. Fraker                       | USA                                                        | |
| 1972 | Der Tod der Maria Malibran                                                  | Der Tod der Maria Malibran                                  | Spielfilm                | Werner Schroeter                        | Deutschland                                                | Avantgardistischer Experimentalfilm über Leben und Tod der Sopranistin Maria Malibran (mit der Transgender-Schauspielerin Candy Darling) |
| 1972 | Das dreifache Echo                                                          | The Triple Echo                                             | Spielfilm                | Michael Apted                           | Großbritannien                                             | |
| 1973 | Broken Goddess                                                              | Broken Goddess                                              | Spielfilm                | Peter Dallas                            | USA                                                        | Avantgardistischer stummer Kurzfilm mit Holly Woodlawn. |
| 1974 | Der Superschnüffler                                                         | Freebie and the Bean                                        | Spielfilm                | Richard Rush                            | USA                                                        | |
| 1975 | Hundstage                                                                   | Dog Day Afternoon                                           | Spielfilm                | Sidney Lumet                            | USA                                                        | Drama, angelehnt an den wahren Fall des Bankräubers John Wojtowicz und seiner transgeschlechtlichen Freundin Elizabeth Eden |
| 1975 | Inside Out – Ein genialer Bluff                                             | Inside Out                                                  | Spielfilm                | Peter Duffell                           | Großbritannien, Deutschland                                | |
| 1975 | Der Tag der Heuschrecke                                                     | The Day of the Locust                                       | Spielfilm                | John Schlesinger                        | USA                                                        | |
| 1975 | Medical Center: The Fourth Sex                                              | Medical Center: The Fourth Sex                              | Episode                  | Vincent Sherman                         | USA                                                        | Robert Reed spielt den transsexuellen Chirurgen Dr. Patrick James Caddison. Zweiteiliger Fernsehfilm. |
| 1975 | The Rocky Horror Picture Show                                               | The Rocky Horror Picture Show                               | Spielfilm                | Jim Sharman                             | USA                                                        | Tim Curry spielt den Transvestiten Dr. Frank n Furter. |
| 1976 | Human                                                                       | Human                                                       | Spielfilm, Dokumentation | Gustavo Alatriste                       | Mexiko                                                     | Film mit April Ashley, der 1971 in London gedreht wurde, jedoch erst 1976 veröffentlicht wurde. |
| 1977 | Ausgeflippt                                                                 | Outrageous!                                                 | Spielfilm                | Richard Benner                          | Kanada                                                     | Craig Russell spielt einen Damenimitator, der durch die gekonnte Immitation (stimmlich und äußerlich) seiner prominenten Protagonistinnen die Geschlechtergrenzen verwischt. |
| 1977 | Cambio de sexo                                                              | Cambio de sexo                                              | Spielfilm                | Vicente Aranda                          | Spanien                                                    | |
| 1977 | Desperate Living                                                            | Desperate Living                                            | Spielfilm                | John Waters                             | USA                                                        | Susan Lowe spielt die lesbische Wrestlerin Mole McHenry, die eine geschlechtsangleichende Operion zum Mann durchführen lässt. |
| 1977 | All That Glitters                                                           | All That Glitters                                           | Serie                    | James Frawley, Herbert Kenwith          | USA                                                        | Erste US-Mainstream-Sitcom mit einem postoperativen transgeschlechtlichen Charakter, gespielt von Linda Gray, im Hauptcast. |
| 1977 | Das Geld liegt auf der Straße                                               | Fun with Dick and Jane                                      | Spielfilm                | Ted Kotcheff                            | USA                                                        | |
| 1978 | The Place Without Limits                                                    | El lugar sin límites                                        | Spielfilm                | Arturo Ripstein                         | Mexiko                                                     | |
| 1978 | In einem Jahr mit 13 Monden                                                 | In einem Jahr mit 13 Monden                                 | Spielfilm                | Rainer Werner Fassbinder                | Deutschland                                                | Volker Engler spielt die Trans-Frau Elvira, die einem transphoben Hassverbrechen zum Opfer fällt. |
| 1978 | Let Me Die a Woman                                                          | Let Me Die a Woman                                          | Dokumentation Spielfilm  | Doris Wishman                           | USA                                                        | Doku mit Spielszenen über Transsexualität in den USA |
| 1979 | Alien – Das unheimliche Wesen aus einer fremden Welt                        | Alien                                                       | Spielfilm                | Ridley Scott                            | USA, Großbritannien                                        | Science-Fiction-Horror-Film über die Besatzung eines Raumschiffs, die von einem Alien gejagt wird. In der Fortsetzung Aliens wird bekannt, dass das Crewmitglied Lambert eine Transfrau ist. |
| 1979 | … und Gerechtigkeit für alle                                                | …And Justice for All                                        | Spielfilm                | Norman Jewison                          | USA                                                        | |
| 1979 | Das Leben des Brian                                                         | Monty Python’s Life of Brian                                | Spielfilm                | Terry Jones                             | Großbritannien                                             | Loretta (gespielt von Eric Idle) erzählt ihren Kameraden Reg, Judith und Francis, dass sie eine Frau sein möchte, Kinder haben möchte und dass es „das Recht jedes Mannes ist, Kinder zu haben, wenn er sie möchte“. Obwohl Reg skeptisch ist, stimmt Judith Lorettas Wunsch zu, dass sie „das Recht haben kann, Kinder zu bekommen“, was Francis als Symbol für den Kampf gegen die Römer akzeptiert, während Reg sagt, dass es Teil von Lorettas „Kampf gegen die Realität“ ist. |
| 1980 | Eva-Man                                                                     | Eva man (Due sessi in uno)                                  | Spielfilm                | Antonio D’Agostino                      | Spanien, Italien                                           | Sexploitationfilm mit der transgeschlechtlichen Schausspielerin Eva Robin's, die einen Hermaphroditen spielt. Die transgeschlechtliche Schauspielerin Ajita Wilson hat eine kleinere Rolle. |
| 1980 | Dressed to Kill                                                             | Dressed to Kill                                             | Spielfilm                | Brian De Palma                          | USA                                                        | Michael Caine spielt einen Psychopathen, der eine Geschlechtsangleichung anstrebt |
| 1980 | Totaler Sperrbezirk                                                         | Forbidden Zone                                              | Spielfilm                | Richard Elfman                          | USA                                                        | |
| 1981 | Asphalt-Haie                                                                | Pixote: A lei do mais fraco                                 | Spielfilm                | Héctor Babenco                          | Brasilien                                                  | |
| 1981 | Sadomania – Hölle der Lust                                                  | Sadomania                                                   | Spielfilm                | Jess Franco                             | Deutschland, Spanien                                       | Sexploitationfilm mit Ajita Wilson, die eine sadistische Lagerkommandantin spielt. |
| 1982 | Victor/Victoria                                                             | Victor/Victoria                                             | Spielfilm                | Blake Edwards                           | USA                                                        | |
| 1982 | Komm' zurück, Jimmy Dean                                                    | Come Back to the 5 & Dime Jimmy Dean, Jimmy Dean            | Spielfilm                | Robert Altman                           | USA                                                        | Karen Black spielt die Transfrau Joanne |
| 1982 | Garp und wie er die Welt sah                                                | The World According to Garp                                 | Spielfilm                | George Roy Hill                         | USA                                                        | John Lithgow spielt die Transfrau Roberta Muldoon |
| 1982 | Tenebrae                                                                    | Tenebrae                                                    | Spielfilm                | Dario Argento                           | Italien                                                    | Die transgeschlechtliche Schauspielerin Eva Robin's spielt eine Frau am Strand, die den späteren Killer demütigt. |
| 1983 | Stadt der verlorenen Seelen                                                 | Stadt der verlorenen Seelen                                 | Spielfilm                | Rosa von Praunheim                      | Deutschland                                                | Musical mit Jayne County und Angie Stardust |
| 1983 | Yentl                                                                       | Yentl                                                       | Spielfilm                | Barbra Streisand                        | USA                                                        | |
| 1983 | Blutiger Sommer – Das Camp des Grauens                                      | Sleepaway Camp                                              | Spielfilm                | Robert Hiltzik                          | USA                                                        | Am Ende des Horrorfilms kommt heraus, dass die Hauptfigur Angela in Wahrheit ein Junge namens Paul ist. Er wurde als Kind von seiner Tante adoptiert und musste, da sie sich immer eine Tochter wünschte, fortan als Mädchen leben. |
| 1984 | Before Stonewall                                                            | Before Stonewall: The Making of a Gay and Lesbian Community | Dokumentation            | Greta Schiller                          | USA                                                        | |
| 1984 | Drama in Blond                                                              | Drama in Blond                                              | Spielfilm                | Lothar Lambert                          | Deutschland                                                | |
| 1985 | Alexina                                                                     | Le Mystère Alexina                                          | Spielfilm                | René Féret                              | Frankreich                                                 | |
| 1985 | Kuß der Spinnenfrau                                                         | Kiss of the Spider Woman                                    | Spielfilm                | Héctor Babenco                          | USA                                                        | Drama über zwei Zellengenossen in einem brasilianischen Gefängnis der 1970er Jahre. Einer von ihnen, Luis Molina, wird als homosexuelle Dragqueen dargestellt, tätigt aber mehrere Aussagen, die auf eine Transidentität hindeuten. |
| 1986 | Lance – Stirb niemals jung                                                  | Never Too Young to Die                                      | Spielfilm                | Gil Bettman                             | USA                                                        | |
| 1986 | Geschlechtsumwandlung – I Change My Life                                    | Second Serve                                                | Spielfilm                | Anthony Page                            | USA                                                        | Vanessa Redgrave spielt die reale Trans-Frau Dr. Renée Richards, die sich geweigert hat, einen Chromosomentest im Damentennis durchführen zu lassen, und somit eine weltweite Diskussion ausgelöst hat, ob transgeschlechtliche Frauen im internationalen Frauensport teilnehmen dürfen |
| 1986 | Vera                                                                        | Vera                                                        | Spielfilm                | Sérgio Toledo                           | Brasilien                                                  | |
| 1987 | Mascara. Ein teuflischer Plan (Alternativ: Mascara – Nachtclub der Exzesse) | Mascara                                                     | Spielfilm                | Patrick Conrad                          | Niederlande, Belgien                                       | Eva Robbins' spielt eine trans Frau im Transvestiten-Club «Butterfly» Romy Haag hat einen Gastauftritt als Sängerin. |
| 1987 | Miss Mona                                                                   | Miss Mona                                                   | Spielfilm                | Mehdi Charef                            | Frankreich                                                 | |
| 1987 | Das Gesetz der Begierde                                                     | La ley del deseo                                            | Spielfilm                | Pedro Almodóvar                         | Spanien                                                    | |
| 1988 | Tatort: Blick in den Abgrund                                                | Tatort. Blick in den Abgrund                                | Serienepisode            | Jürgen Brauer                           | Deutschland                                                | |
| 1989 | Letzte Ausfahrt Brooklyn                                                    | Last Exit to Brooklyn                                       | Spielfilm                | Uli Edel                                | USA, Deutschland                                           | Die transgeschlechtliche Schauspielerin Alexis Arquette spielt den Transvestiten Georgette. |
| 1989 | Satanic - Ausgeburt der Hölle                                               | Sonny Boy                                                   | Spielfilm                | Robert Martin Carroll                   | USA, Italien                                               | |
| 1989 | Für immer Mery                                                              | Mery per sempre                                             | Spielfilm                | Marco Risi                              | Italien                                                    | |
| 1990 | Paris brennt                                                                | Paris Is Burning                                            | Spielfilm                | Jennie Livingston                       | USA                                                        | Dokumentarfilm über mehrere in der Ballroom-Szene der 1980er Jahre aktive Personen. Einige der Porträtierten sind Transfrauen. |
| 1991 | Vegas in Space                                                              | Vegas in Space                                              | Spielfilm                | Phillip R. Ford                         | USA                                                        | |
| 1991 | High Heels                                                                  | Tacones lejanos                                             | Spielfilm                | Pedro Almodóvar                         | Spanien                                                    | |
| 1991 | Das Schweigen der Lämmer                                                    | The Silence of the Lambs                                    | Spielfilm                | Jonathan Demme                          | USA                                                        | Ted Levine spielt einen Psychopathen, der die Haut seiner weiblichen Opfer nutzt, um seinen Körper zu transformieren. |
| 1991 | Lieblingsfeinde – Eine Seifenoper                                           | Soapdish                                                    | Spielfilm                | Michael Hoffman                         | USA                                                        | |
| 1992 | Orlando                                                                     | Orlando                                                     | Spielfilm                | Sally Potter                            | Großbritannien, Frankreich, Italien, Niederlande, Russland | Tilda Swinton spielt den Edelmann Orlando. |
| 1992 | Unbeschreiblich weiblich                                                    | Just Like a Woman                                           | Spielfilm                | Christopher Monger                      | Großbritannien                                             | |
| 1992 | Ich bin meine eigene Frau                                                   | Ich bin meine eigene Frau                                   | Dokumentation Spielfilm  | Rosa von Praunheim                      | Deutschland                                                | |
| 1992 | The Crying Game                                                             | The Crying Game                                             | Spielfilm                | Neil Jordan                             | Großbritannien, Japan                                      | Jaye Davidson spielt die Transgender-Person Dil, die eine Liebesbeziehung mit einem Soldaten der IRA eingeht. |
| 1993 | Adventures in the Gender Trade                                              | Adventures in the Gender Trade                              | Dokumentation            | Susan Mareno                            | USA                                                        | |
| 1993 | M. Butterfly                                                                | M. Butterfly                                                | Spielfilm                | David Cronenberg                        | USA                                                        | John Lone spielt die exotische M. Butterfly in der Pekingoper, die sich später als Mann entpuppen soll. |
| 1993 | The East Is Red                                                             | Dung Fong Bat Bai: Fung wan joi hei                         | Spielfilm                | Ching Siu-Tung, Raymond Lee             | Hong Kong                                                  | |
| 1993 | Stadtgeschichten                                                            | Tales of the City                                           | Serie                    | Alastair Reid                           | USA                                                        | Miniserie über mehrere Bewohner eines Mietshauses in San Francisco 1976. Hauseigentümerin und Vertraute der Bewohner ist Anna Madrigal, von der bis auf ihren Lebensgefährten Edgar niemand weiß, dass sie eine Transfrau ist. |
| 1993 | Das Geschlecht der Sterne                                                   | Le sexe des étoiles                                         | Spielfilm                | Paule Baillargeon                       | Kanada                                                     | |
| 1994 | Liebe Cousine                                                               | Belle al Bar                                                | Spielfilm                | Alessandro Benvenuti                    | Italien                                                    | Die transgeschlechtliche Schauspielerin Eva Robin's spielt eine Transfrau. |
| 1994 | Hammer and Sickle                                                           | Serp i molot                                                | Spielfilm                | Sergey Livnev                           | Russland                                                   | |
| 1994 | Ace Ventura – Ein tierischer Detektiv                                       | Ace Ventura: Pet Detective                                  | Spielfilm                | Tom Shadyac                             | USA                                                        | |
| 1994 | Die nackte Kanone 33⅓                                                       | Naked Gun 33⅓: The Final Insult                             | Spielfilm                | Peter Segal                             | USA                                                        | |
| 1994 | Priscilla – Königin der Wüste                                               | The Adventures of Priscilla, Queen of the Desert            | Spielfilm                | Stephan Elliott                         | Australien, Großbritannien                                 | Terence Stamp, Guy Pearce und Hugo Weaving spielen Drag-Queens im australischen Outback. |
| 1994 | Skulhedface                                                                 | Skulhedface                                                 | Musikvideo               | Melanie Mandl                           | USA                                                        | |
| 1995 | Shinjuku Boys                                                               | Shinjuku Boys                                               | Dokumentation            | Jano Williams, Kim Longinotto           | Großbritannien                                             | |
| 1995 | Marble Ass                                                                  | Dupe od mramora                                             | Spielfilm                | Želimir Žilnik                          | Jugoslawien                                                | |
| 1995 | Stonewall                                                                   | Stonewall                                                   | Spielfilm                | Nigel Finch                             | Großbritannien                                             | |
| 1995 | To Wong Foo, thanks for Everything, Julie Newmar                            | To Wong Foo, thanks for Everything, Julie Newmar            | Spielfilm                | Beeban Kidron                           | USA                                                        | Wesley Snipes, Patrick Swayze und John Leguizamo spielen Drag-Queens |
| 1995 | Bugis Street                                                                | Yao jie huang hou                                           | Spielfilm                | Yon Fan                                 | Hong Kong, Singapur                                        | |
| 1996 | Wer ist Mr. Cutty?                                                          | The Associate                                               | Spielfilm                | Donald Petrie                           |                                                            | |
| 1996 | Der kleine Unterschied                                                      | Different for Girls                                         | Spielfilm                | Richard Spence                          | Großbritannien                                             | Steven Mackintosh spielt eine Trans-Frau. |
| 1996 | Phantom Pain                                                                | Phantom Pain                                                | Spielfilm                | Neil Matsumoto                          | USA                                                        | Trans-Schauspielerin spielt Trans-Frau (mit Holly Woodlawn) |
| 1996 | Vor Transsexuellen wird gewarnt                                             | Transexual Menace                                           | Dokumentation            | Rosa von Praunheim                      | Deutschland                                                | Doku über die Transexual Menace Bewegung in den USA mit mehreren Trans-Frauen und Transmännern (darunter Leslie Feinberg) |
| 1996 | I Shot Andy Warhol                                                          | I Shot Andy Warhol                                          | Spielfilm                | Mary Harron                             | USA, Großbritannien                                        | Drama über den von Valerie Solanas verübten Attentatsversuch auf Andy Warhol, mit Stephen Dorff in der Rolle der Trans-Frau Candy Darling |
| 1996 | Close Your Eyes and Hold Me                                                 | Me wo tojite daite                                          | Spielfilm                | Itsumichi Isomura                       | Japan                                                      | |
| 1997 | Kitchen                                                                     | Wo ai chu fang                                              | Spielfilm                | Yim Ho                                  | Japan, Hong Kong                                           | |
| 1997 | Mein Leben in Rosarot                                                       | Ma vie en rose                                              | Spielfilm                | Alain Berliner                          | Frankreich, Belgien, Großbritannien                        | Georges Du Fresne spielt den siebenjährigen Jungen Ludovic, der sehnsüchtig ein Mädchen sein möchte. |
| 1997 | Bent                                                                        | Bent                                                        | Spielfilm                | Sean Mathias                            | Großbritannien                                             | Mick Jagger spielt einen Transvestiten im Konzentrationslager |
| 1997 | Black Rose II                                                               | Hak Mui Gwai yee git gam lan                                | Spielfilm                | Jeffrey Lau, Corey Yuen                 | Hong Kong                                                  | |
| 1997 | Mitternacht im Garten von Gut und Böse                                      | Midnight in the Garden of Good and Evil                     | Spielfilm                | Clint Eastwood                          | USA                                                        | Krimi über den Journalisten John, der zu einem Mord in Savannah recherchiert. Dort trifft er die transgeschlechtliche Künstlerin The Lady Chablis, die sich selbst spielt. |
| 1997 | You Don't Know Dick: Courageous Hearts of Transsexual Men                   | You Don't Know Dick: Courageous Hearts of Transsexual Men   | Dokumentation            | Bestor Cram                             | USA                                                        | |
| 1997 | Trappings of Transhood                                                      | Trappings of Transhood                                      | Dokumentation            | Elise Hurwitz                           | USA                                                        | |
| 1997 | As You Want Me                                                              | Come mi vuoi                                                | Spielfilm                | Carmine Amoroso                         | Italien                                                    | |
| 1998 | Mob Queen                                                                   | Mob Queen                                                   | Spielfilm                | Jon Carnoy                              | USA                                                        | |
| 1998 | The Adventures of Sebastian Cole                                            | The Adventures of Sebastian Cole                            | Spielfllm                | Tod Williams                            | USA                                                        | |
| 1998 | Schrille Nächte in New York                                                 | The Velocity of Gary                                        | Spielfilm                | Dan Ireland                             | USA                                                        | |
| 1998 | Woo                                                                         | Woo                                                         | Spielfilm                | Daisy von Scherler Mayer                | USA                                                        | |
| 1998 | Alles über meine Mutter                                                     | Todo sobre mi madre                                         | Spielfilm                | Pedro Almodóvar                         | Spanien                                                    | |
| 1998 | The Brandon Teena Story                                                     | The Brandon Teena Story                                     | Dokumentation            | Susan Muska, Gréta Olafsdóttir          | USA                                                        | Doku über das transphobe Hassverbrechen gegen Brandon Teena |
| 1998 | Mehr Stadtgeschichten                                                       | More Tales of the City                                      | Serie                    | Pierre Gang                             | USA                                                        | Fortsetzung von Stadtgeschichten, in der Anna den Mietern ihr Geheimnis offenbart. |
| 1998 | Tatort: Blick in den Abgrund                                                | Tatort: Blick in den Abgrund                                | Serienepisode            | Jürgen Brauer                           | Deutschland                                                | |
| 1999 | Better Than Chocolate                                                       | Better Than Chocolate                                       | Spielfilm                | Anne Wheeler                            | USA                                                        | Komödie über den Alltag der Lesbe Maggie. Sie freundet sich mit der Transfrau Judy an, die in Maggies Chefin verliebt ist und Maggie hilft, sich mit ihrer Mutter zu versöhnen. |
| 1999 | Boys Don’t Cry                                                              | Boys Don’t Cry                                              | Spielfilm                | Kimberly Peirce                         | USA                                                        | Hilary Swank spielt den realen Transmann Brandon Teena, der einem transphoben Hassverbrechen zum Opfer fiel. |
| 1999 | Gendernauts – eine Reise durch das Land der Neuen Geschlechter              | Gendernauts: A Journey through shifting identities          | Dokumentation            | Monika Treut                            | USA, Deutschland                                           | |
| 1999 | Makellos                                                                    | Flawless                                                    | Spielfilm                | Joel Schumacher                         | USA                                                        | |
| 1999 | Wild Zero                                                                   | Wild Zero                                                   | Spielfilm                | Tetsuro Takeuchi                        | Japan                                                      | |
| 1999 | Weil ich ein Mädchen bin                                                    | But I’m a Cheerleader                                       | Spielfilm                | Jamie Babbit                            | USA                                                        | |
| 2000 | 99% Woman                                                                   | 99% Woman                                                   | Dokumentation            | Stephen Trombley                        | USA                                                        | Doku über eine Trans-Frau, die zuvor als Mann beim US-Militär war. |
| 2000 | Tropfen auf heiße Steine                                                    | Gouttes d’eau sur pierres brulantes                         | Spielfilm                | François Ozon                           | Frankreich                                                 | |
| 2000 | Woman on Top                                                                | Woman on Top                                                | Spielfilm                | Fina Torres                             | USA                                                        | |
| 2000 | Bevor es Nacht wird                                                         | Before Night Falls                                          | Spielfilm                | Julian Schnabel                         | USA                                                        | |
| 2000 | A Boy Named Sue                                                             | A Boy Named Sue                                             | Spielfilm                | Julie Wyman                             | USA                                                        | |
| 2000 | Enthüllung einer Ehe                                                        | Enthüllung einer Ehe                                        | Spielfilm                | Michael Verhoeven                       | Deutschland                                                | |
| 2000 | Satree lek bzw. Satreelex, The Iron Ladies                                  | Satree lek                                                  | Dokumentation            | Youngyooth Thongkonthun                 | Thailand                                                   | |
| 2000 | Sex and the City: Gute Nachbarschaft                                        | Sex and the City: Cock-a-doodle-doo                         | Episode                  | Allen Couffer                           | USA                                                        | Carrie Bradshaw wird mit drei Transgender-Prostituierten konfrontiert. |
| 2001 | Gaudi Afternoon                                                             | Gaudi Afternoon                                             | Spielfilm                | Susan Seidelman                         | USA, Spanien                                               | |
| 2001 | By Hook or by Crook                                                         | By Hook or by Crook                                         | Spielfilm                | Harry Dodge, Silas Howard               | USA                                                        | |
| 2001 | Drei Furien & ein warmer Bruder                                             | Zus & Zo                                                    | Spielfilm                | Paula van der Oest                      | Niederlande                                                | |
| 2001 | Garantiert französisch                                                      | Origine contrôlée                                           | Spielfilm                | Ahmed Bouchaala, Zakia Tahiri           | Frankreich                                                 | |
| 2001 | Girl                                                                        | Girl                                                        | Spielfilm                | Piers Ashworth                          | Deutschland                                                | |
| 2001 | Hedwig and the Angry Inch                                                   | Hedwig and the Angry Inch                                   | Spielfilm                | John Cameron Mitchell                   | USA                                                        | John Cameron Mitchell spielt eine transgeschlechtliche Sängerin (Kinoversion des gleichnamigen Bühnenmusicals von John Cameron Mitchell) |
| 2001 | Noch mehr Stadtgeschichten                                                  | Further Tales of the City                                   | Serie                    | Pierre Gang                             | USA                                                        | Fortsetzung von Mehr Stadtgeschichten, erneut mit Anna Madrigal als Bezugsperson für die anderen Figuren. |
| 2001 | Princesa                                                                    | Princesa                                                    | Spielfilm                | Henrique Goldman                        | Italien, Spanien, Frankreich, Großbritannien, Deutschland  | |
| 2001 | Southern Comfort                                                            | Southern Comfort                                            | Dokumentation            | Kate Davis                              | USA                                                        | Dokumentation über den US-amerikanischen trans Mann Robert Eads, der an Eierstockkrebs gestorben war. Angesichts seines Alters (Anfang bis Mitte 40) und der Tatsache, dass er bereits Symptome der Menopause zeigte, wurde Eads jedoch geraten, dass er sich im Rahmen seiner Geschlechtsangleichung keiner Hysterektomie und Oophorektomie unterziehen müsse. |
| 2001 | Thelma                                                                      | Thelma                                                      | Spielfilm                | Pierre-Alain Meier                      | Frankreich, Griechenland, Schweiz                          | |
| 2001 | Das verordnete Geschlecht                                                   | Das verordnete Geschlecht                                   | Dokumentation            | Oliver Tolmein, Bertram Rotermund       | Deutschland                                                | |
| 2002 | Ines und Paul – Ein Leben zwischen den Geschlechtern                        | Ines und Paul – Ein Leben zwischen den Geschlechtern        | Dokumentation            | Monika Schulz                           | Deutschland                                                | |
| 2002 | Venus Boyz                                                                  | Venus Boyz                                                  | Spielfilm                | Gabriel Baur                            | Schweiz, USA, Deutschland                                  | |
| 2002 | Tunten lügen nicht                                                          | Tunten lügen nicht                                          | Dokumentation            | Rosa von Praunheim                      | Deutschland                                                | |
| 2003 | A Mighty Wind                                                               | A Mighty Wind                                               | Spielfilm                | Christopher Guest                       | USA                                                        | |
| 2003 | Chouchou                                                                    | Chouchou                                                    | Spielfilm                | Merzak Allouache                        | Frankreich                                                 | |
| 2003 | Eine Frage der Liebe                                                        | Normal                                                      | Fernsehfilm              | Jane Anderson                           | USA                                                        | |
| 2003 | Die fremde Frau                                                             | Die fremde Frau                                             | Fernsehfilm              | Matthias Glasner                        | Deutschland                                                | |
| 2003 | Party Monster                                                               | Party Monster                                               | Spielfilm                | Fenton Bailey, Randy Barbato            | USA                                                        | |
| 2003 | Soldier’s Girl                                                              | Soldier's Girl                                              | Spielfilm                | Ron Nyswaner                            | USA                                                        | Lee Pace spielt die reale Transfrau Calpernia Addams, deren Liebhaber Barry Winchell, Opfer eines homophoben Hassverbrechen beim US-Militär wurde. |
| 2004 | Agnes und seine Brüder                                                      | Agnes und seine Brüder                                      | Spielfilm                | Oskar Roehler                           | Deutschland                                                | Drama über die Alltage der Transfrau Agnes und ihrer zwei Brüder. Hans-Jörg, einer von ihnen, glaubt fälschlicherweise, dass die Transgeschlechtlichkeit seiner Schwester von Missbrauch durch den Vater Günther herrührt. |
| 2004 | Beautiful Boxer                                                             | Beautiful Boxer                                             | Spielfilm                | Ekachai Uekrongtham                     | Thailand                                                   | |
| 2004 | Wild Side                                                                   | Wild Side                                                   | Spielfilm                | Sébastien Lifshitz                      | Frankreich                                                 | |
| 2004 | La mala educación – Schlechte Erziehung                                     | La mala educación                                           | Spielfilm                | Pedro Almodóvar                         | Spanien                                                    | |
| 2004 | Jein, ich will                                                              | Mariages!                                                   | Spielfilm                | Valérie Guignabodet                     | Frankreich                                                 | |
| 2005 | Both                                                                        | Both                                                        | Spielfilm                | Lisset Barcellos                        | USA                                                        | |
| 2005 | Breakfast on Pluto                                                          | Breakfast on Pluto                                          | Spielfilm                | Neil Jordan                             | Irland, Großbritannien                                     | |
| 2005 | Kinky Boots – Man(n) trägt Stiefel                                          | Kinky Boots                                                 | Spielfilm                | Julian Jarrold                          | Großbritannien, USA                                        | |
| 2005 | Romy und Michele: Hollywood, wir kommen!                                    | Romy and Michele: In the Beginning                          | Spielfilm                | Robin Schiff                            | USA                                                        | Die transgeschlechtliche Schauspielerin Alexandra Billings spielt die Trans-Frau Donna. |
| 2005 | Middle Sexes: Redefining He and She                                         | Middle Sexes: Redefining He and She                         | Dokumentation            | Antony Thomas                           | USA                                                        | |
| 2005 | The Screaming Queens: The Riot at Compton’s Cafeteria                       | The Screaming Queens: The Riot at Compton’s Cafeteria       | Dokumentation            | Susan Stryker                           | USA                                                        | Doku über Drag Queens, die 1967 in einem Café Ausschreitungen ausgelöst haben. |
| 2005 | Transamerica                                                                | Transamerica                                                | Spielfilm                | Duncan Tucker                           | USA                                                        | Felicity Hoffmann spielt die Transfrau Bree. Die transgeschlechtliche Schauspielerin Calpernia Addams spielt sich selbst in einer kleinen Gastrolle. |
| 2005 | Transfamily                                                                 | Transfamily                                                 | Dokumentation            | Sabine Bernardi                         | Deutschland                                                | |
| 2005 | 20 Centimeters                                                              | 20 centímetros                                              | Spielfilm                | Ramón Salazar                           | Spanien, Frankreich                                        | |
| 2005 | Strange Circus                                                              | Strange Circus: Kimyō na Sākasu                             | Spielfilm                | Sion Sono                               | Japan                                                      | |
| 2005 | Revenge of the Warrior – Tom Yum Goong                                      | ต้มยำกุ้ง                                                      | Spielfilm                | Prachya Pinkaew                         | Thailand                                                   | |
| 2006 | Beautiful Daughters                                                         | Beautiful Daughters                                         | Dokumentation            | Josh Aronson                            | USA                                                        | Doku über die Transgender-Version von Eve Enslers Vagina-Monologen mit Calpernia Addams und Andrea James. |
| 2006 | Die Katze wäre eher ein Vogel                                               | Die Katze wäre eher ein Vogel                               | Dokumentation            | Melanie Jilg                            | Deutschland                                                | |
| 2006 | Verbraten und Verkauft                                                      | Grilled                                                     | Spielfilm                | Jason Ensler                            | USA                                                        | |
| 2006 | En Soap                                                                     | En Soap                                                     | Spielfilm                | Pernille Fischer Christensen            | Dänemark                                                   | |
| 2006 | Tintenfischalarm                                                            | Tintenfischalarm                                            | Dokumentation            | Elisabeth Scharang                      | Österreich                                                 | |
| 2006 | A Girl Like Me: The Gwen Araujo Story                                       | A Girl Like Me: The Gwen Araujo Story                       | Spielfilm                | Agnieszka Holland                       | USA                                                        | Drama über den Mord und das transphobe Hassverbrechen an der realen Trans-Frau Gwen Araujo |
| 2007 | Itty Bitty Titty Committee                                                  | Itty Bitty Titty Committee                                  | Spielfilm                | Jamie Babbit                            | USA                                                        | |
| 2007 | Red without Blue                                                            | Red without Blue                                            | Dokumentation            | Brooke Sebold, Benita Sills, Todd Sills | USA                                                        | |
| 2007 | XXY                                                                         | XXY                                                         | Spielfilm                | Lucía Puenzo                            | Argentinien, Spanien, Frankreich                           | |
| 2008 | Be Like Others                                                              | Be Like Others                                              | Dokumentation            | Tanaz Eshaghian                         | Kanada, Iran, Großbritannien, USA                          | |
| 2008 | Der Knochenmann                                                             | Der Knochenmann                                             | Spielfilm                | Wolfgang Murnberger                     | Österreich                                                 | |
| 2008 | Transamerican Love Story                                                    | Transamerican Love Story                                    | Serie, Dokumentation     | Julio Kollerbohm                        | USA                                                        | Reality-Doku und Dating Show von und mit Calpernia Addams |
| 2009 | Berlin 36                                                                   | Berlin 36                                                   | Spielfilm                | Kaspar Heidelbach                       | Deutschland                                                | |
| 2009 | Strella                                                                     | Strella                                                     | Spielfilm                | Panos H. Koutras                        | Griechenland                                               | |
| 2009 | Powder Blue                                                                 | Powder Blue                                                 | Spielfilm                | Timothy Linh Bui                        | USA                                                        | |
| 2009 | Paulista - Geschichten aus Sao Paulo                                        | Quanto Dura o Amor?                                         | Spielfilm                | Roberto Moreira                         | Brasilien                                                  | |
| 2009 | Transproofed                                                                | Transproofed                                                | Spielfilm                | Andrea James                            | USA                                                        | |

### 2010 bis heute
| Jahr | Titel                                                        | Originaltitel                                                                 | Typ                   | Regie | Produktionsland                                      | Anmerkung |
| ---- | ------------------------------------------------------------ | ----------------------------------------------------------------------------- | --------------------- | --- | ---------------------------------------------------- | --- |
| 2010 | Beautiful Darling                                            | Beautiful Darling: The Life and Times of Candy Darling, Andy Warhol Superstar | Dokumentation         | James Rasin | USA                                                  | Doku über das Leben und Sterben der transgeschlechtlichen Schauspielerin Candy Darling |
| 2010 | Ticked-Off Trannies with Knives                              | Ticked-Off Trannies with Knives                                               | Spielfilm             | Israel Luna | USA                                                  | |
| 2010 | Finn findet’s raus                                           | Finnemans                                                                     | Spielfilm             | Thomas Korthals Altes | Niederlande                                          | |
| 2010 | Open                                                         | Open                                                                          | Spielfilm             | Jake Yuzna | USA                                                  | |
| 2010 | Gigola                                                       | Gigola                                                                        | Spielfilm             | Piers Ashworth | Frankreich                                           | |
| 2010 | Peacock                                                      | Peacock                                                                       | Spielfilm             | Michael Lander | USA                                                  | |
| 2011 | Romeos                                                       | Romeos                                                                        | Spielfilm             | Sabine Bernardi | Deutschland                                          | Jugendfilm über den Transmann Lukas, der während seiner geschlechtsangleichenden Maßnahme Zivildienst leistet und sich auf einer Party in Fabio verliebt. |
| 2011 | Caravan Sight                                                | Caravan Sight                                                                 | Kurzfilm              | Rachel Dax | Großbritannien                                       | |
| 2011 | Becoming Chaz                                                | Becoming Chaz                                                                 | Dokumentation         | Fenton Bailey, Randy Barbato                                                                                             | USA                                                  | Doku über das Outing und Leben von Chaz Bono, dem transgeschlechlichen Sohn der Sängerin Cher. |
| 2011 | Musical Chairs                                               | Musical Chairs                                                                | Spielfilm             | Susan Seidelman | USA                                                  | Romantische Tanz-Komödie mit Laverne Cox |
| 2011 | Tatort: Zwischen den Ohren                                   | Tatort: Zwischen den Ohren                                                    | Serienepisode         | Francis Meletzky | Deutschland                                          | |
| 2011 | Die Haut, in der ich wohne                                   | La piel que habito                                                            | Spielfilm             | Pedro Almodóvar | Spanien                                              | Thriller über den jungen Vicente, der vom Arzt Robert für den Tod dessen Tochter verantwortlich gemacht, gefangen gehalten und in die Frau Vera umoperiert wird. |
| 2011 | Albert Nobbs                                                 | Albert Nobbs                                                                  | Spielfilm             | Rodrigo García | Irland, Großbritannien                               | |
| 2011 | Tomboy                                                       | Tomboy                                                                        | Spielfilm             | Céline Sciamma | Frankreich                                           | Jugendfilm über die zehnjährige Laure, die sich wie ein Junge benimmt. Nach einem Umzug stellt sie sich den Nachbarskindern als Michael vor. Ihre Geschlechtsidentität bleibt dabei offen.                                                                                  |
| 2011 | Gun Hill Road                                                | Gun Hill Road                                                                 | Spielfilm             | Rashaad Ernesto Green | USA                                                  | |
| 2011 | I Am a Woman Now                                             | I Am a Woman Now                                                              | Dokumentation         | Michiel Van Erp | Niederlande                                          | Doku über verschiedene transgeschlechtliche Frauen mit geschlechtsangleichender Operation. |
| 2011 | Tatort: Altes Eisen                                          | Tatort: Altes Eisen                                                           | Serienepisode         | Mark Schlichter | Deutschland                                          | |
| 2012 | 3, 2, 1... Frankie Go Boom                                   | 3, 2, 1... Frankie Go Boom                                                    | Spielfilm             | Jordan Roberts | USA                                                  | |
| 2012 | Accused – Eine Frage der Schuld (Ep. 7) „Tracies Geschichte“ | Accused – "Tracie's Story"                                                    | Serienepisode         | Ashley Pearce | Großbritannien                                       | |
| 2012 | Call Me Kuchu                                                | Call Me Kuchu                                                                 | Dokumentarfilm        | Katherine Fairfax Wright, Malika Zouhali-Worral                                                                          | USA                                                  | Dokumentarfilm über LGBT-Aktivisten in Uganda. Einer der Interviewpartner ist der Transmann Stosh. |
| 2012 | Delusions of Grandeur                                        | Delusions of Grandeur                                                         | Spielfilm             | Iris Almaraz, Gustavo Ramos                                                                                              | USA                                                  | |
| 2012 | Hit & Miss                                                   | Hit & Miss                                                                    | Serie                 | Paul Abott | Großbritannien                                       | |
| 2012 | Laurence Anyways                                             | Laurence Anyways                                                              | Spielfilm             | Xavier Dolan | Kanada                                               | |
| 2012 | Transpapa                                                    | Transpapa                                                                     | Spielfilm             | Sarah-Judith Mettke | Deutschland                                          | |
| 2012 | Tatort: Skalpell                                             | Tatort: Skalpell                                                              | Serienepisode         | Tobias Ineichen | Schweiz                                              | |
| 2012 | Notruf Hafenkante: Die Tangotänzerin                         | Notruf Hafenkante: Die Tangotänzerin                                          | Serienepisode         | Jörg Schneider | Deutschland                                          | |
| 2013 | Bambi                                                        | Bambi                                                                         | Dokumentation         | Sébastien Lifshitz | Frankreich                                           | Doku über die transgeschlechtliche Entertainerin Marie-Pierre Pruvot |
| 2013 | Die Geschichte der Ning                                      | Die Geschichte der Ning                                                       | Dokumentation         | Gert Chesi | Österreich                                           | Doku über eine Kathoey in Thailand. |
| 2013 | What’s the T?                                                | What’s the T?                                                                 | Dokumentation         | Cecilio Asuncion | USA                                                  | |
| 2013 | Bruno and Earlene go to Vegas                                | Bruno and Earlene go to Vegas                                                 | Spielfilm             | Simon Savory | USA                                                  | |
| 2013 | Orange Is the New Black                                      | Orange Is the New Black                                                       | Serie                 | Jenji Kohan | USA                                                  | Laverne Cox spielt eine Trans-Frau im Frauengefängnis |
| 2013 | One Zero One                                                 | One Zero One                                                                  | Dokumentation         | Tim Lienhard | Deutschland                                          | |
| 2013 | Maman und Ich                                                | Les garçons et Guillaume, à table!                                            | Spielfilm             | Guillaume Gallienne | Frankreich                                           | |
| 2013 | Dallas Buyers Club                                           | Dallas Buyers Club                                                            | Spielfilm             | Jean-Marc Vallée | USA                                                  | Jared Leto spielt die Transgender-Person Rajon, die an AIDS stirbt. |
| 2013 | Polizeiruf 110: Der Tod macht Engel aus uns allen            | Polizeiruf 110: Der Tod macht Engel aus uns allen                             | Serienepisode         | Jan Bonny | Deutschland                                          | |
| 2013 | 52 Tuesdays                                                  | 52 Tuesdays                                                                   | Spielfilm             | Sophie Hyde | Australien                                           | |
| 2013 | Als ich ein Junge war, war ich ein Mädchen                   | Ja kada sam bila klinac, bila sam klinka                                      | Dokumentation         | Ivana Todorovic | Serbien                                              | |
| 2014 | Vos Papiers                                                  | Vos Papiers                                                                   | Dokumentation         | Bruce Lawaye | Frankreich                                           | |
| 2014 | Der Spalt – Gedankenkontrolle                                | Der Spalt – Gedankenkontrolle                                                 | Spielfilm             | Kim Schicklang | Deutschland                                          | |
| 2014 | Frauenbilder (X)                                             | Frauenbilder (X)                                                              | Dokumentation         | Kim Schicklang | Deutschland                                          | |
| 2014 | Alles inklusive                                              | Alles inklusive                                                               | Spielfilm             | Doris Dörrie | Deutschland                                          | |
| 2014 | Something Must Break                                         | Nånting måste gå sönder                                                       | Spielfilm             | Ester Martin Bergsmark                                                                                                   | Schweden                                             | |
| 2014 | Drunktown’s Finest                                           | Drunktown’s Finest                                                            | Spielfilm             | Sydney Freeland | USA                                                  | Die indigene US-amerikanische Schauspielerin Carmen Moore, eine Navajo, die sich sowohl als Nádleehi als auch als Two-Spirit identifiziert, spielt eine junge transsexuelle Frau, die Model werden möchte.                                                                  |
| 2014 | Transparent                                                  | Transparent                                                                   | Serie                 | Jill Soloway | USA                                                  | Eine der ersten Mainstream-TV-Serien, die Transsexualität als Geschichte erzählten (mit Trace Lysette, Alexandra Billings und anderen transgeschlechtlichen Schauspielerinnen)                                                                                              |
| 2014 | Predestination                                               | Predestination                                                                | Spielfilm             | Peter Spierig, Michael Spierig                                                                                           | Australien                                           | |
| 2014 | Eine neue Freundin                                           | Une nouvelle amie                                                             | Spielfilm             | François Ozon | Frankreich                                           | |
| 2014 | Pierrot Lunaire                                              | Pierrot Lunaire                                                               | Spielfilm             | Bruce LaBruce | Kanada                                               | |
| 2014 | Boy Meets Girl                                               | Boy Meets Girl                                                                | Spielfilm             | Eric Schaeffer | USA                                                  | |
| 2014 | Carmilla                                                     | Carmilla                                                                      | Serie                 | Spencer Maybee | Kanada                                               | |
| 2014 | Pride                                                        | Pride                                                                         | Spielfilm             | Matthew Warchus | Großbritannien, Frankreich                           | |
| 2014 | Hubert und Staller: Der kleine Unterschied.                  | Hubert und Staller: Der kleine Unterschied                                    | Episode               | Sebastian Sorger | Deutschland                                          | Hubert und Staller müssen den Mord an Megan, einem It-Girl und Ladyboy, aufklären. |
| 2014 | The Boy in the Dress                                         | The Boy in the Dress                                                          | Fernsehfilm           | Matt Lipsey | Großbritannien                                       | |
| 2015 | Paris                                                        | Paris                                                                         | Serie                 | Gilles Bannier | Frankreich                                           | |
| 2015 | Patong Girl                                                  | Patong Girl                                                                   | Spielfilm             | Susanna Salonen | Deutschland                                          | |
| 2015 | Mein Sohn Helen                                              | Mein Sohn Helen                                                               | Fernsehfilm           | Gregor Schnitzler | Deutschland                                          | |
| 2015 | The Danish Girl                                              | The Danish Girl                                                               | Spielfilm             | Tom Hooper | USA, Großbritannien                                  | Eddie Redmayne spielt Lili Elbe, eine der weltweit ersten Trans-Frauen, die eine geschlechtsangleichende Operiation hatten. |
| 2015 | Alle Farben des Lebens                                       | 3 Generations                                                                 | Spielfilm             | Gaby Dellal | USA                                                  | |
| 2015 | I’m Cait                                                     | I’m Cait                                                                      | Serie                 | | USA                                                  | |
| 2015 | Tangerine L.A.                                               | Tangerine                                                                     | Spielfilm             | Sean Baker | USA                                                  | Drama über zwei Transfrauen (gespielt von den beiden transgeschlechtlichen Schauspielerinnen Kitana Kiki Rodriguez und Mya Taylor) im Prostituiertengewerbe. |
| 2015 | Die blauen Stunden                                           | After Love – Die blauen Stunden                                               | Spielfilm             | Marc Jago | Österreich                                           | |
| 2015 | Stonewall                                                    | Stonewall                                                                     | Spielfilm             | Roland Emmerich | USA                                                  | Dokudrama über die Ausschreitungen in der Christopher Street, die zur Gründung des Gay Liberation Movement geführt haben. |
| 2015 | Transgender Kids – Who Knows Best?                           | Transgender Kids – Who knows Best?                                            | Dokumentation         | Alex Berk, John Conroy                                                                                                   | USA                                                  | Doku über Geschlechtsinkongruenz in der Kindheit. |
| 2016 | Gaycation                                                    | Gaycation with Ellen Page                                                     | Dokuserie             | Niharika Desai, David Laven                                                                                              | USA, Kanada                                          | Dokuformat, in dem Elliot Page (einige Jahre vor seinem Coming-out als transgender) zusammen mit seinem Freund Ian Daniel die Situation queerer Menschen in verschiedenen Ländern erkundet.                                                                                 |
| 2016 | Her Story                                                    | Her Story                                                                     | Webserie              | | USA                                                  | Internet-Fernsehserie auf Youtube über zwei Transfrauen und ihre Schwierigkeiten bei der Partnersuche und im Berufsleben. Auch das Thema Trans-Exclusionary Radical Feminism wird behandelt. Mit Jen Richards und Angelica Ross.                                            |
| 2016 | Mich vermisst keiner!                                        | Mich vermisst keiner!                                                         | Dokumentation         | Erik Lemke | Deutschland                                          | |
| 2016 | Transit Havana                                               | Transit Havana                                                                | Spielfilm             | Daniel Abma | Niederlande, Deutschland                             | |
| 2016 | Billions                                                     | Billions                                                                      | Serie                 | Colin Bucksey | USA                                                  | |
| 2017 | Anders                                                       | Anders                                                                        | Spielfilm             | Reinout Hellenthal | Niederlande                                          | |
| 2017 | Anything                                                     | Anything                                                                      | Spielfilm             | Timothy McNeil | USA                                                  | |
| 2017 | Berenice Procura                                             | Berenice Procura                                                              | Spielfilm             | Allan Fiterman | Brasilien                                            | Das transsexuelle Model Valentina Sampaio spielt die ermordete Transfrau Isabelle. |
| 2017 | The Carmilla Movie                                           | The Carmilla Movie                                                            | Spielfilm             | Spencer Maybee | Kanada                                               | |
| 2017 | Close-Knit                                                   | Karera ga Honki de Amu Toki wa                                                | Spielfilm             | Naoko Ogigami | Japan                                                | Drama über die elfjährige, von ihrer Mutter vernachlässigten Tomo. Sie wohnt deswegen oft bei ihrem Onkel und freundet sich nach anfänglicher Skepsis mit seiner transgeschlechtlichen Lebensgefährtin Rinko an.                                                            |
| 2017 | Einfach Charlie                                              | Just Charlie                                                                  | Spielfilm             | Rebekah Fortune | England                                              | |
| 2017 | Eine fantastische Frau                                       | Una mujer fantástica                                                          | Spielfilm             | Sebastián Lelio | Chile, USA, Deutschland, Spanien                     | |
| 2017 | They                                                         | They                                                                          | Spielfilm             | Anahita Ghazvinizadeh | USA                                                  | |
| 2017 | When We Rise                                                 | When We Rise                                                                  | Serie                 | Dustin Lance Black, Dee Rees, Gus Van Sant, Thomas Schlamme                                                              | USA                                                  | Miniserie über die Geschichte der US-amerikanischen Lesben- und Schwulenbewegung. Drei der porträtierten Aktivistinnen (Bobbi Jean Baker, Cecilia Chung und Seville) sind Transfrauen.                                                                                      |
| 2017 | Die 80er: Ein mörderisches Jahrzehnt: Vergiftete Liebe       | The 1980s: The Deadliest Decade: The Death of Disco                           | Episode               | | USA                                                  | Epidose der True-Crime-Dokumentarserie Die 80er: Ein mörderisches Jahrzehnt über die Ermordung der 24-jährigen trans Frau Diane Delia |
| 2017 | Nicht Frau, nicht Mann!                                      | Entre deux sexes                                                              | Dokumentation         | Regine Abadia | Frankreich (Arte France)                             | |
| 2017 | Absolument Trans                                             | Trans Is Beautiful - Absolument Trans                                         | Dokumentation         | Stephanie Cabre, Claire Duguet                                                                                           | Frankreich                                           | |
| 2017 | This Is Everything: Gigi Gorgeous                            | This Is Everything: Gigi Gorgeous                                             | Dokumentation         | Barbara Kopple | USA                                                  | |
| 2018 | Butterfly – Alle meine Farben                                | Butterfly                                                                     | Serie                 | Anthony Byrne | Großbritannien                                       | Miniserie über den Wunsch der 11-jährigen Maxine, noch vor der Pubertät mit einer geschlechtsangleichenden Maßnahme zu beginnen, und den damit verbundenen Herausforderungen.                                                                                               |
| 2018 | Corbin Nash                                                  | Corbin Nash                                                                   | Spielfilm             | Ben Jagger | USA                                                  | |
| 2018 | Girl                                                         | Girl                                                                          | Spielfilm             | Lukas Dhont | Belgien                                              | Ballettänzer und Schauspieler Victor Polster spielt das transidente Mädchen Lara, das Baletttänzerin werden möchte. |
| 2018 | Erik & Erika (auch: Einer wie Erika)                         | Erik & Erika (auch: Einer wie Erika, und Erik. Weltmeisterin)                 | Spielfilm             | Reinhold Bilgeri | Österreich                                           | |
| 2018 | Marilyn                                                      | Marilyn                                                                       | Spielfilm             | Martín Rodríguez Redondo                                                                                                 | Argentinien, Chile                                   | |
| 2018 | Der Pate von Bombay                                          | Sacred Games                                                                  | Serie                 | Anurag Kashyap | Indien                                               | Der Antagonist Ganesh Gaitonde hat eine transgeschlechtliche Geliebte namens Kukoo. |
| 2018 | Pose                                                         | Pose                                                                          | Serie                 | Steven Canals, Nelson Cragg, Gwyneth Horder-Payton, Silas Howard, Jennie Livingston, Tina Mabry, Janet Mock, Ryan Murphy | USA                                                  | Dramaserie über den Alltag mehrerer in der Ballroom-Szene aktiven Transfrauen zwischen 1987 und 1998, die mit Diskriminierungen und der AIDS-Pandemie zu kämpfen haben. |
| 2018 | She-Ra und die Rebellen-Prinzessinnen                        | She-Ra and the Princesses of Power                                            | Serie                 | | USA                                                  | Reboot von She-Ra – Prinzessin der Macht. Der in einer Folge vorkommende Jewelstar ist ein Transmann. Zudem wurde die Hauptfigur Perfuma von den Animatoren als transgeschlechtlich konzipiert.                                                                             |
| 2018 | Happy Birthday, Marsha                                       | Happy Birthday, Marsha                                                        | Spielfilm             | Tourmaline, Sasha Wurtzel                                                                                                | USA                                                  | Film über Sylvia Rivera und Marsha P. Johnson, Vorreiterinnen des Gay Liberation Movement. Mit den transgeschlechtlichen Schauspielerinnen Eve Lindley und Mya Taylor. |
| 2018 | Call Her Ganda                                               | Call Her Ganda                                                                | Dokumentation         | PJ Raval | USA, Philippinen                                     | Dokumentation über die Ermordung der philipinischen trans Frau Jennifer Lauda |
| 2019 | DRUCK – Staffel 3                                            | DRUCK                                                                         | Serienepisode         | Tom Lass, Pola Beck, Chris Miera                                                                                         | Deutschland                                          | |
| 2019 | Euphoria                                                     | Euphoria                                                                      | Serie                 | | USA                                                  | Dramaserie über den Alltag mehrerer Jugendlicher. Die Hauptfigur Rue verliebt sich in der ersten Staffel in ihre transgeschlechtliche Mitschülerin Jules. |
| 2019 | Ich bin Anastasia                                            | Ich bin Anastasia                                                             | Dokumentation         | Thomas Ladenburger | Deutschland                                          | |
| 2019 | The L Word: Generation Q                                     | The L Word: Generation Q                                                      | Serie                 | | USA                                                  | Dramaserie über den Alltag mehrerer lesbischer Frauen. Eine von ihnen ist die transgeschlechtliche Barkeeperin Tess. Daneben ist der Transmann Micah Mitbewohner zweier Hauptfiguren, zudem kommt in der ersten Staffel der transgeschlechtliche Pierce als Nebenfigur vor. |
| 2019 | Lola und das Meer                                            | Lola vers la mer                                                              | Spielfilm             | Laurent Micheli | Belgien/Frankreich                                   | |
| 2019 | The Politician                                               | The Politician                                                                | Serie                 | | USA                                                  | Serie über den ambitionierten Nachwuchspolitiker Payton. James, einer seiner Berater, ist ein Transmann. |
| 2019 | Der schwangere Mann                                          | Seahorse                                                                      | Dokumentation         | Jeanie Finlay | Vereinigtes Königreich Großbritannien und Nordirland | Doku über die Schwangerschaft des Transmanns Freddy McConnell |
| 2019 | Polizeiruf 110: Zehn Rosen                                   | Polizeiruf 110: Zehn Rosen                                                    | Episode               | Torsten C. Fischer | Deutschland                                          | |
| 2019 | Rockos modernes Leben: Alles bleibt anders                   | Rocko’s Modern Life: Static Cling                                             | Spielfilm             | Joe Murray, Cosmo Serguson                                                                                               | USA                                                  | Rocko kehrt nach langer Zeit in seine Heimatstadt zurück und will die Absetzung seiner Lieblingsserie rückgängig machen. Dafür braucht er die Unterstützung der Serienerfinderin Rachel, die sich in der Zwischenzeit als Transfrau outete.                                 |
| 2019 | Stadtgeschichten                                             | Tales of the City                                                             | Serie                 | | USA                                                  | Fortsetzung von Noch mehr Stadtgeschichten. Der trangeschlechtliche Pfleger Jake kümmert sich um die nun hochbetagte Anna und fühlt sich erstmals zu Männern hingezogen, was die Beziehung zu seiner Freundin belastet.                                                     |
| 2019 | Work in Progress                                             | Work in Progress                                                              | Serie                 | Tim Mason | USA                                                  | Dramedy über die 45-jährige Abby, die sich in den jungen Transmann Chris verliebt. Abby zögert dennoch, eine Beziehung mit ihm einzugehen, da sie vorher nur Freundinnen hatte.                                                                                             |
| 2019 | Most!                                                        | Most!                                                                         | Serie                 | | Tschechien (Česká televize)                          | |
| 2019 | The Umbrella Academy                                         | The Umbrella Academy                                                          | Serie                 | | USA                                                  | Elliot Page in seiner ersten Mainstream-Produktion als Trans-Mann. |
| 2019 | Sex Education                                                | Sex Education                                                                 | Serie                 | | Vereinigtes Königreich                               | |
| 2020 | Eine total normale Familie                                   | En helt almindelig familie                                                    | Spielfilm             | Malou Reymann | Dänemark                                             | |
| 2020 | Being Sascha                                                 | Being Sascha                                                                  | Dokumentation         | Manuel Gübeli | Schweiz/Deutschland (3sat)                           | |
| 2020 | Disclosure: Hollywoods Bild von Transgender                  | Disclosure: Trans Lives on Screen                                             | Dokumentation         | Sam Feder | USA                                                  | Doku über die Darstellung von Transgender im Kino und TV. |
| 2020 | Equal: Transgender Pioneers                                  | Equal: Transgender Pioneers                                                   | Episode Dokumentation | Kimberly Reed | USA                                                  | 2. Folge der HBO-Dokumentarreihe Equal über Transgender-Pionierinnen wie Lucy Hicks Anderson und Christine Jorgensen. |
| 2020 | Ein Mädchen                                                  | Petite fille                                                                  | Dokumentation         | Sébastien Lifshitz | Frankreich                                           | |
| 2020 | Sex und Identität: Eine diverse Geschichte                   | Sex und Identität: Eine diverse Geschichte                                    | Dokumentation         | Olaf S. Müller | Deutschland (MDR)                                    | |
| 2020 | Veneno                                                       | Veneno                                                                        | Serie                 | Javier Ambrossi, Javier Calvo, Álex Rodrigo, Mikel Rueda                                                                 | Spanien                                              | Biopic über La Veneno, eine im Spanien der 1990er Jahre bekannte, transgeschlechtliche Fernsehpersönlichkeit |
| 2020 | We Are Who We Are                                            | We Are Who We Are                                                             | Serie                 | Luca Guadagnino | Italien/USA                                          | Dramaserie über das Leben mehrerer Jugendlicher auf einer italienischen US-Militärbasis. Die Hauptfigur Caitlin gibt sich öfter als Junge aus, ist aber unsicher, ob sie auch transgender ist.                                                                              |
| 2020 | Zeit der Monster                                             | Zeit der Monster                                                              | Spielfilm             | Tor Iben | Deutschland                                          | |
| 2021 | Genderation                                                  | Genderation                                                                   | Dokumentation         | Monika Treut | Deutschland                                          | |
| 2021 | Zuhurs Töchter                                               | Zuhurs Töchter                                                                | Dokumentation         | Robin Humboldt | Deutschland                                          | |
| 2021 | TRANS – I Got Life                                           | TRANS – I Got Life                                                            | Dokumentation         | Imogen Kimmel, Doris Metz                                                                                                | Deutschland (ZDF/Arte)                               | |
| 2022 | Anhell69                                                     | Anhell69                                                                      | Dokumentation         | Theo Montoya | Kolumbien                                            | |
| 2022 | Anima – Die Kleider meines Vaters                            | Anima – Die Kleider meines Vaters                                             | Dokumentation         | Uli Decker | Deutschland                                          | |
| 2022 | The Chevalier d'Éon: The 18th Century transgender spy        | The Chevalier d'Éon: The 18th Century transgender spy                         | Dokumentation         | Jono Namara | Vereinigtes Königreich                               | Dokumentation über den französischen Spion Chevalier d'Éon, der einen Großteil seines Lebens als Frau gelebt hat und dessen Name die Inspiration für Havelock Ellis war, den Begriff Eonismus zu prägen.                                                                    |
| 2022 | Einfach Nina                                                 | Einfach Nina                                                                  | Fernsehfilm           | Karin Heberlein | Deutschland                                          | |
| 2022 | Rote Rosen                                                   | Rose Rosen Staffel 20/21                                                      | Serie                 | | Deutschland                                          | Das deutsche transgeschlechtliche Model Lucy Hellenbrecht spielt die Transfrau Nici Reichardt. |
| 2022 | In aller Freundschaft Folge 997 „Ausnahmezustände“           | In aller Freundschaft – "Ausnahmezustände"                                    | Dokumentation         | Daniel Drechsel-Grau | Deutschland                                          | |
| 2022 | Oskars Kleid                                                 | Oskars Kleid                                                                  | Spielfilm             | Hüseyin Tabak | Deutschland                                          | |
| 2022 | What Is a Woman?                                             | What Is a Woman?                                                              | Dokumentation         | Jason Folk | USA                                                  | |
| 2022 | The People's Joker                                           | The People's Joker                                                            | Spielfilm             | Vera Drew | USA                                                  | |
| 2023 | Polizeiruf 110: Daniel A.                                    | Polizeiruf 110: Daniel A.                                                     | Serienepisode         | Dustin Loose | Deutschland                                          | |
| 2023 | 20.000 Arten von Bienen                                      | 20.000 especies de abejas                                                     | Spielfilm             | Estibaliz Urresola Solaguren                                                                                             | Spanien                                              | |
| 2023 | Arturo a los 30                                              | Arturo a los 30                                                               | Spielfilm             | Martín Shanly | Argentinien                                          | |
| 2023 | Bis ans Ende der Nacht                                       | Bis ans Ende der Nacht                                                        | Spielfilm             | Christoph Hochhäusler | Deutschland                                          | |
| 2023 | Fanfic                                                       |                                                                               | Spielfilm             | Marta Karwowska | Polen                                                | |
| 2023 | Kokomo City                                                  | Kokomo City                                                                   | Dokumentation         | D. Smith | USA                                                  | |
| 2023 | Mutt                                                         | Mutt                                                                          | Spielfilm             | Vuk Lungulov-Klotz | USA                                                  | |
| 2023 | Monica                                                       | Monica                                                                        | Spielfilm             | Andrea Pallaoro | USA/Italien                                          | Die transgeschlechtliche Schauspielerin Trace Lysette spielt Monica, eine Trans-Frau, die auf ihre Mutter triff, die sich von ihr entfremdet hat. |
| 2023 | Orlando, meine politische Biographie                         | Orlando, ma biographie politique                                              | Dokumentation         | Paul B. Preciado | Frankreich                                           | |
| 2023 | Transfariana – Ein Riesenmonster                             | Transfariana                                                                  | Dokumentation         | Joris Lachaise | Kolumbien                                            | |
| 2023 | Eldorado – Alles, was die Nazis hassen                       | Eldorado – Alles, was die Nazis hassen                                        | Dokumentation         | Benjamin Cantu, Matt Lambert                                                                                             | Deutschland                                          | Dokumentation über queeres Leben während des Nationalsozialismus. |
| 2023 | Gender Transformation: The Untold Realities                  | Gender Transformation: The Untold Realities                                   | Dokumentation         | Tobias Elvhage, Liz Morberg                                                                                              | USA                                                  | |
| 2023 | Draußen anders                                               | Draußen anders (auch: Einfach Nina)                                           | Fernsehfilm           | Karin Heberlein | Deutschland                                          | |
| 2023 | Beyond the Aggressives: 25 Years Later                       | Beyond the Aggressives: 25 Years Later                                        | Dokumentation         | Daniel Peddle | USA                                                  | |
| 2023 | Next Goal Wins                                               | Next Goal Wins                                                                | Spielfilm             | Taika Waititi | USA                                                  | |
| 2023 | Detrans: The Dangers of Gender-Affirming Care                | Detrans: The Dangers of Gender-Affirming Care                                 | Dokumentation         | PragerU | USA                                                  | |
| 2023 | T Blockers                                                   | T Blockers                                                                    | Spielfilm             | Alice Maio Mackay | Australien                                           | Horrorfilm mit der transgeschlechtlichen Schauspielerin Lauren Last und der transgeschlechtlichen Schauspielerin und Sängerin Joni Ayton-Kent |
| 2024 | Crossing: Auf der Suche nach Tekla                           | Crossing                                                                      | Spielfilm             | Levan Akin | Schweden, Dänemark, Frankreich, Türkei, Georgien     | |
| 2024 | Close to You                                                 | Close to You                                                                  | Spielfilm             | Dominic Savage | Kanada, Vereinigtes Königreich                       | Elliot Page spielt den Trans-Mann Sam |
| 2024 | Monkey Man                                                   | Monkey Man                                                                    | Spielfilm             | Dev Patel | USA                                                  | |
| 2024 | Ponyboi                                                      | Ponyboi                                                                       | Spielfilm             | Esteban Arango | USA                                                  | |
| 2024 | Stress Positions                                             | Stress Positions                                                              | Spielfilm             | Theda Hammel | USA                                                  | |
| 2024 | I Saw the TV Glow                                            | I Saw the TV Glow                                                             | Spielfilm             | Jane Schoenbrun | USA                                                  | |
| 2024 | Will & Harper                                                | Will & Harper                                                                 | Dokumentation         | Josh Greenbaum | USA                                                  | Doku über die Beziehung der Trans-Frau Harper Steele zum Schauspieler Will Ferrell. |
| 2024 | Ungeschminkt                                                 | Ungeschminkt                                                                  | Fernsehfilm           | Dirk Kummer | Deutschland                                          | |
| 2024 | Emilia Pérez                                                 | Emilia Pérez                                                                  | Spielfilm             | Jacques Audiard | Frankreich                                           | Musical, für das zum ersten Mal eine transgeschlechtliche Schauspielerin für den Oscar nominiert wurde. |
| 2024 | A Not So Straight Christmas                                  | A Not So Straight Christmas                                                   | Spielfilm             | William Clift | USA                                                  | Komödie über schwule Männer und ihre Beziehung zur Trans-Frau Karen (mit Calpernia Addams) |
| 2024 | Any Other Way: The Jackie Shane Story                        | Any Other Way: The Jackie Shane Story                                         | Dokumentation         | Michael Mabbott, Lucah Rosenberg-Lee                                                                                     | Kanada                                               | Dokumentation über die trans Sängerin Jackie Shane |
| 2025 | Johanne Sacreblu                                             | Johanne Sacreblu                                                              | Spielfilm             | Camila Aurora González, Gladys L. Grantt                                                                                 | Mexiko                                               | Satirische Parodie auf Emilia Pérez mit transgeschlechtlichen Laien-Schauspielerinnen und Laien-Schauspielern aus Mexiko |
| 2025 | Enigma                                                       | Enigma                                                                        | Dokumentation         | Zackary Drucker | USA                                                  | Dokumentation über April Ashley und Amanda Lear. |
| 2025 | Clean Slate                                                  | Clean Slate                                                                   | Serie                 | | USA                                                  | Laverne Cox spielt die Transfrau Desiree, die nach langer Zeit ihre Familie besucht, die sich von ihr entfremdet hat. |
| 2025 | Peter Pan’s Neverland Nightmare                              | Peter Pan’s Neverland Nightmare                                               | Spielfilm             | Scott Jeffrey | USA                                                  | Horrorfilm mit Kit Green als transsexuelle Tinkerbell. |
| 2025 | Brianna: A Mother’s Story                                    | Brianna: A Mother’s Story                                                     | Dokumentation         | Iwan Roberts | Vereinigtes Königreich                               | Doku über den transphoben Mordfall an Brianna Ghey. |
| 2025 | Love & Rage: Munroe Bergdorf                                 | Love & Rage: Munroe Bergdorf                                                  | Dokumentation         | Olivia Cappuccini | Vereinigtes Königreich                               | Doku über die transgeschlechtliche Aktivistin Munroe Bergdorf |
| 2025 | The Mysterious Gaze of the Flamingo                          | La misteriosa mirada del flamenco                                             | Spielfilm             | Diego Céspedes | Chile                                                | Der Film spielt im Jahr 1984 in einer isolierten Bergbaustadt Nordchiles und porträtiert das Aufwachsen des zwölfjährigen Mädchens Lidia während des aufkeimenden AIDS-Virus in einer queeren und transgeschlechtlichen Zweckfamilie.                                       |
| 2025 | Call me Agnes                                                | Call me Agnes                                                                 | Spielfilm             | Daniel Donato | Niederlande                                          | Agnes ist eine indonesische trans Frau, die sich in den Niederlanden ein neues Leben aufgebaut hat. |
| Jahr | Titel                                                        | Originaltitel                                                                 | Typ                   | Regie | Produktionsland                                      | |